# Meranoplus rugosus
Meranoplus rugosus é uma espécie de formiga do gênero Meranoplus, pertencente à subfamília Myrmicinae.